# 高見成昭
高見 成昭（たかみ しげあき、男性、1939年4月22日 - ）は、愛媛県宇和島市出身の空手家。大山倍達の命により設立された極真会館愛媛県支部長・極真会館（松井派）四国本部長を歴任し、現在は空手道 高見空手の総師。

## 略歴
- 1967年 極真会館に入門して大山倍達に師事す。
- 1979年 大山倍達とともに極真会館の会長であった衆議院議員の毛利松平の命により、愛媛県南豫支部（後の愛媛県支部）を開設して支部長に就任する。
- 1982年 松山市の旧武道館にて「第1回オープントーナメント全四国空手道選手権大会」を開催し成功へと導く。同大会は、西日本で初めて開催されたフルコンタクトの空手大会であった。
- 1988年 第3回世界大会評議員、第1回全国支部長協議会関西・四国地区代表に就任。
- 2005年 愛媛県支部長を退任して四国本部長に就任。
- 2013年 12月末、高見彰とともに極真会館（松井派）を辞し、同時に愛媛県支部 高見道場も独立。
- 2014年 元旦、空手道 高見空手を設立。

## 関連人物
- 大山倍達
- 毛利松平
- 高見彰